# Pantego, Texas
Pantego là một thị trấn thuộc quận Tarrant, tiểu bang Texas, Hoa Kỳ. Năm 2010, dân số của thị trấn này là 2394 người.

## Dân số
- Dân số năm 2000: 2318 người.
- Dân số năm 2010: 2394 người.